# Ghiandola di Skene
Le ghiandole di Skene, conosciute anche come ghiandole vaginali (o vulvovestibolari) minori, prostata femminile (v. eiaculazione femminile), U-spot o ghiandole parauretrali esocrine, fanno parte dell'apparato genitale femminile e sono situate in prossimità del meato urinario, nella zona superiore rispetto al vestibolo vaginale.
Queste ghiandole sono circondate da tessuto epiteliale che va a costituire anche parte del vestibolo vulvare, delle piccole labbra e della clitoride (prepuzio clitorideo), tessuto che si inturgidisce per vasocongestione nello stato di eccitazione sessuale, fase in cui i dotti deferenti cominciano a secernere un fluido viscoso che, unitamente a quello prodotto dalle ghiandole di Bartolini, sembra possa contribuire alla lubrificazione vaginale. È collegata alla vulva tramite il dotto di Skene.

## Prostata femminile
Le ghiandole di Skene sono considerate le omologhe ancestrali della ghiandola prostatica maschile.
I fluidi prodotti durante l'eiaculazione femminile hanno una composizione simile al liquido secreto dalla ghiandola prostatica maschile, contenendo gli stessi marcatori biochimici della funzione sessuale, come la proteina di tipo 1 e l'enzima PDE-5 (fosfodiesterasi di tipo 5).
All'esame del microscopio elettronico le ghiandole mostrano strutture simili, come pure analoghi sono l'antigene prostata-specifico (PSA) e le fosfatasi secretorie. Seguendo questi risultati, alcuni studiosi della materia stanno pensando di rinominare le ghiandole di Skene con il termine "prostata femminile".

## Caratteristiche
Il numero di queste ghiandole e dei relativi dotti all'interno del vestibolo vaginale è molto variabile: in alcune donne sono completamente assenti, in altre arrivano a 28 (14 per lato), benché nel 50% dei casi siano tutte o in buona parte atrofizzate. In media, comunque, una donna adulta presenta da 3 a 7 ghiandole e relativi dotti per ciascun lato, per un totale di 6 - 14
Il ruolo esatto delle ghiandole vestibolari minori è tuttora discusso e dibattuto; gli scienziati tendono però a paragonare le ghiandole del complesso di Skene alla prostata (per la presenza di antigene prostatico specifico nella secrezione).

## Eiaculazione femminile
Alcuni ricercatori ritengono che le ghiandole di Skene siano la sede dell'eiaculazione femminile.
Nel 2002, alcuni sessuologi dell'Università degli Studi dell'Aquila (Italia) indicarono come spiegare l'eiaculazione femminile in alcune donne e la sua assenza in altre. Le ghiandole di Skene hanno un'anatomia estremamente variabile e, in alcuni casi, sembrano essere parzialmente atrofiche (come del resto sembra esserlo anche il Punto G di Gräfenberg); quindi, se le ghiandole di Skene sono la causa dell'eiaculazione femminile, questo potrebbe spiegare l'assenza del fenomeno eiaculatorio in alcune donne.

## Eponimo
Le ghiandole hanno preso il nome dal ginecologo scozzese che per primo le descrisse, Alexander Skene, sebbene alcune ricerche avanzino l'ipotesi che esse fossero già state scoperte nel 1672 dall'anatomista olandese Regnier de Graaf (1641-1673) e nella metà dell'Ottocento dal medico chirurgo francese Alphonse François Marie Guérin (1816-1895).